# Гексаграма

Правильна гексаграма.

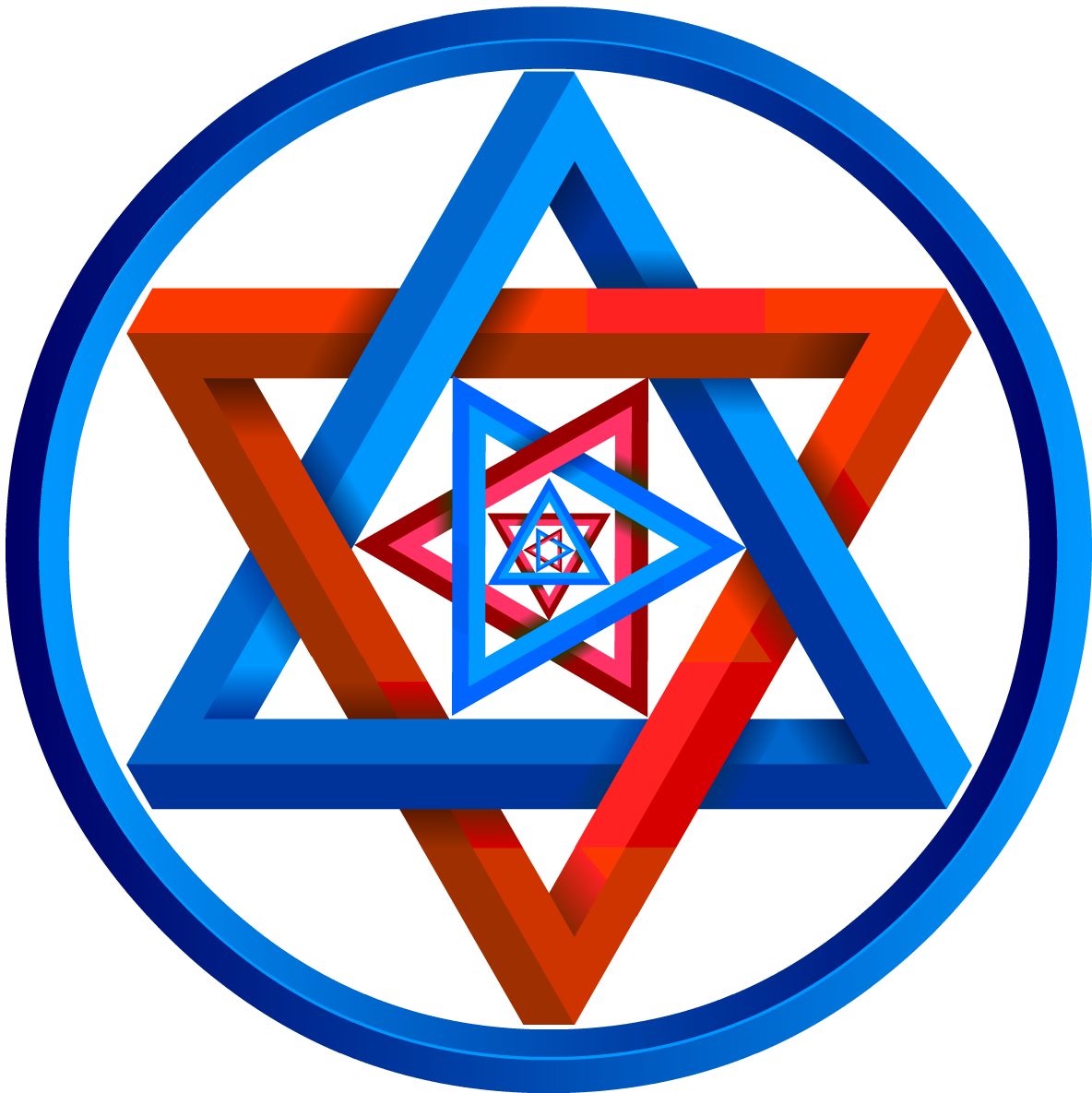
Гексаграми з трикутників Пенроуза.

Гексагра́ма (дав.-гр. ἕξ — «шість» і γραμμή — «риса», «лінія») — зірка з шістьма променями, яка утворюється з двох накладених один на одного рівносторонніх трикутників.
Іноді гексаграми асоціюють з юдаїзмом, але історично вона вживається в іншому історичному, релігійному і культурному контексті, наприклад в ісламі, в східних релігіях і в окультизмі.
Подібні гексаграми зустрічаються в сучасній культурі Нью-ейдж, і під іншими назвами: Зірка Давида, Зірка Голіафа, Печатка царя Соломона.
В тантризмі гексаграма означає гармонію двох світів: матерії (трикутник з направленим вгору вістрям) і духу (трикутник, вістря якого спрямоване вниз).
Також вважається, що гексаграма означає поєднання чоловічого і жіночого начал (два накладених один на інший трикутники); трикутник, спрямований кутом вниз, символізує жіноче начало (лоно), трикутник з кутом вгору — чоловіче (фалос).

Унікурсальна гексаграма — приклад неправильної гексаграми
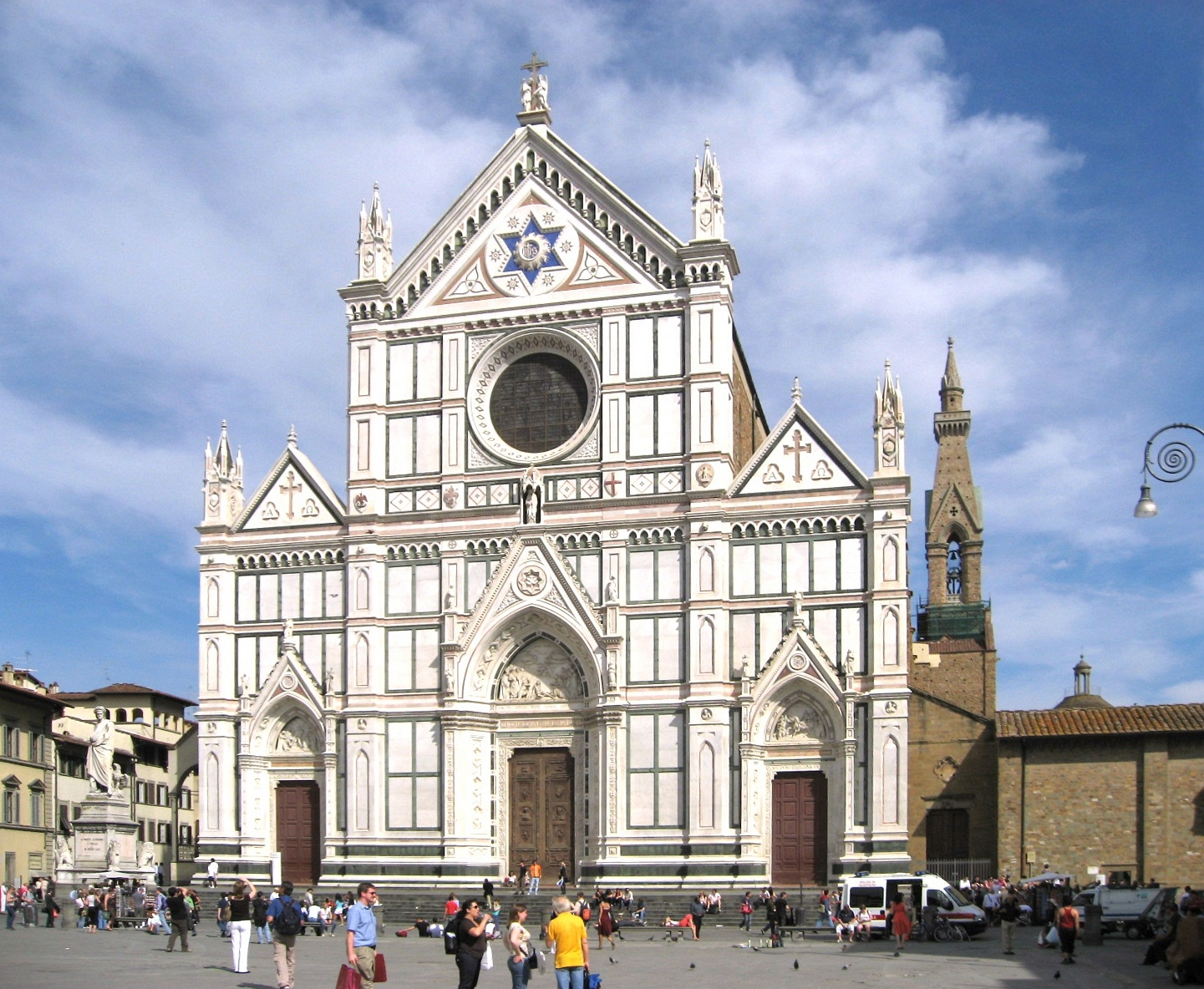
Гексаграма на фасаді базиліки Санта-Кроче у Флоренції